# Padi (zespół muzyczny)
Padi – indonezyjski zespół rockowy, założony w 1997 roku w Surabai.
W skład formacji wchodzą: Satrio Yudi Wahono (Piyu) – gitara, Andi Fadly Arifuddin – wokal, Ari Tri Sosianto – gitara oraz basista Rindra Risyanto Noor i perkusista Surendro Prasetyo (Yoyo).
Swój debiutancki album pt. Lain Dunia wydali w 1999 roku. Drugi album zespołu – Sesuatu Yang Tertunda (2001), sprzedał się w nakładzie blisko 2 mln egzemplarzy, z czego 450 tys. egzemplarzy zostało sprzedanych w zaledwie 2 tygodnie.
Pod koniec 2007 roku magazyn „Rolling Stone Indonesia” umieścił dwa spośród albumów grupy w zestawieniu 150 najlepszych indonezyjskich albumów wszech czasów. Należą do nich: Sesuatu Yang Tertunda (na pozycji 55.) i Save My Soul (na pozycji 110.). Ponadto dwa utwory zespołu, pochodzące z debiutanckiego albumu pt. Lain Dunia (1999), znalazły się w zestawieniu 150 indonezyjskich utworów wszech czasów, ogłoszonym na łamach tego samego magazynu – „Mahadewi” (na pozycji 87.) i „Sobat” (na pozycji 109.).

## Dyskografia
Albumy studyjne
- 1999: Lain Dunia
- 2001: Sesuatu yang Tertunda
- 2003: Save My Soul
- 2005: Padi
- 2007: Tak Hanya Diam
- 2019: Indera Keenam

Kompilacja
- 2011: The Singles